# Yagha
Yagha is een provincie van Burkina Faso in de regio Sahel. De hoofdstad is Sebba.

## Bevolking
Yagha telde in 2006 159.485 inwoners  en in 2019 naar schatting 171.000 inwoners. Minder dan 7% van de bevolking woonde in stedelijk gebied. Een meerderheid van de bevolking zijn Fulbe. De overgrote meerderheid van de bevolking is moslim.

## Geografie
De provincie heeft een oppervlakte van 6468 km² en ligt in de Sahel. De provincie grenst in het oosten aan Niger.
De provincie bestaat uit volgende zes departementen:  Boundoré, Sebba, Solhan, Mansila, Tankougounadié en Titabé. 

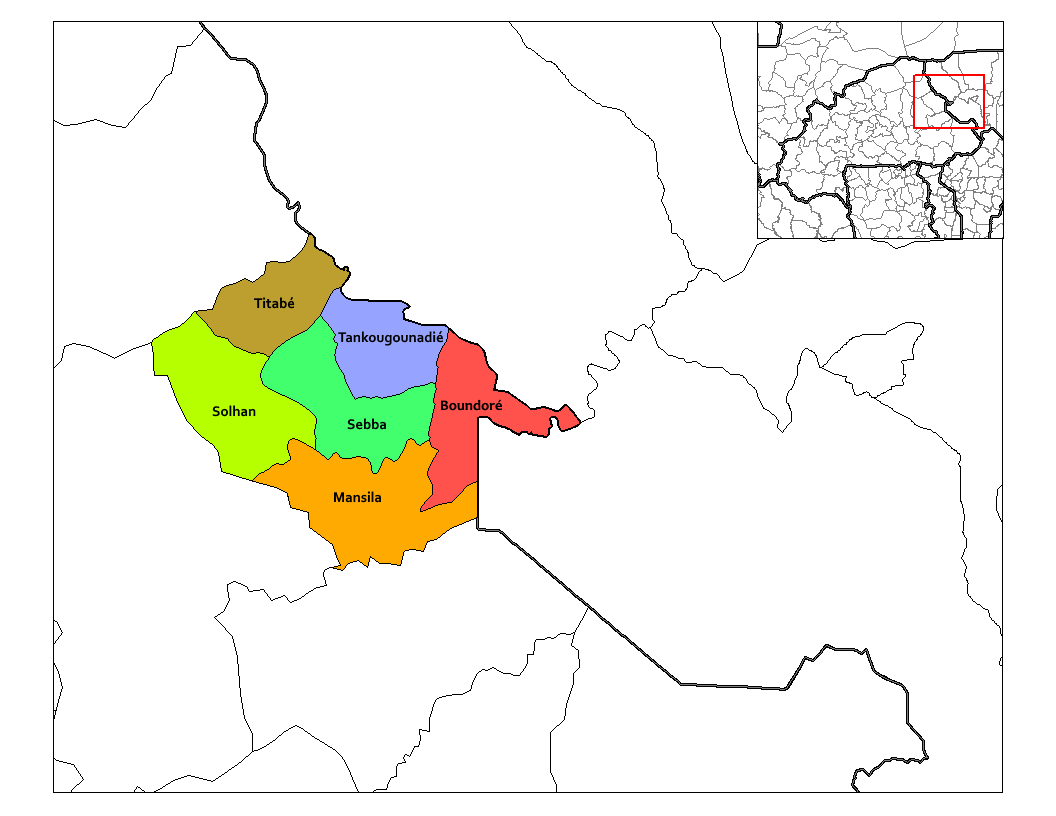
Departementen van Yagha

Balé · Bam · Banwa · Bazéga · Bougouriba · Boulgou · Boulkiemdé · Comoé · Ganzourgou · Gnagna · Gourma · Houet · Ioba · Kadiogo · Kénédougou · Komondjari · Kompienga · Kossi · Koulpélogo · Kouritenga · Kourwéogo · Léraba · Loroum · Mouhoun · Nahouri · Namentenga · Nayala · Noumbiel · Oubritenga · Oudalan · Passoré · Poni · Sanguié · Sanmatenga · Séno · Sissili · Soum · Sourou · Tapoa · Tuy · Yagha · Yatenga · Ziro · Zondoma · Zoundwéogo